# Villa Somalia
A Villa Somalia (em somali: Madaxtooyada Soomaaliya, em árabe: فيلا الصومال) em Mogadíscio, é o palácio e principal local de trabalho do presidente da Somália. O atual ocupante da Villa Somalia é o presidente Hassan Sheikh Mohamud do Governo Federal da Somália.

## História
O edifício foi construído no estilo Art déco pelas autoridades coloniais da Somália Italiana, servindo como residência para os governadores.
A Villa Somalia (originalmente chamada de Villa del Viceré quando inaugurada em outubro de 1936) ficava em um terreno alto com vista para a Mogadíscio italiana no Oceano Índico, com acesso tanto ao porto quanto ao aeroporto de Petrella. Era originalmente um grande edifício de estuque quadrado com telhado de telhas.
O edifício foi construído na nova parte da cidade (desenvolvida pelos italianos no final da década de 1930) e era um famoso símbolo da arquitetura modernista (art déco).
A história dos edifícios modernistas de Mogadíscio começa durante o período do domínio colonial italiano. Ao contrário de Asmara na Eritreia e Trípoli na Líbia, onde os italianos construíram sua cidade colonial ao lado da cidade murada nativa, em Mogadíscio os muros da antiga medina foram derrubados e os edifícios dos ocupantes foram impostos no centro da cidade... Outro edifício proeminente do período é a Villa Somalia, um palácio Art Déco que serviu como residência do governador italiano... ainda está em boas condições hoje, graças ao fato de ter permanecido como sede de quem quer que fosse reconhecido internacionalmente como o líder da Somália, com toda a segurança que isso implicava. –Rakesh Ramchum
Após a independência em 1960, o edifício tornou-se o palácio presidencial do presidente da República Somali. Após o início da guerra civil e a derrubada da administração de Siad Barre no início da década de 1990, várias facções lutaram pelo controle e se instalaram na residência. Durante a última resistência do regime em janeiro de 1991, a Villa foi um reduto final mantido pelos serviços de segurança na capital. Morteiros foram disparados do palácio para a cidade para atacar insurgentes - em particular o bairro de Towfiq, onde os rebeldes haviam estabelecido postos de comando.
Durante o início dos anos 2000, a Villa Somalia estava sob o controle do poderoso senhor da guerra de Mogadíscio, Hussein Farrah Aidid da Aliança Nacional Somali (SNA) e do Conselho de Reconciliação e Restauração da Somália (SRRC). Aidid e o SRRC se opuseram ao recém-formado Governo Nacional de Transição (TNG) e usaram a Villa como base para atacar o TNG e as forças leais a ele. Após uma disputa entre as forças de Aidid em junho de 2003, uma arma pesada foi disparada no terreno da Villa, resultando em uma das maiores explosões na capital desde 1991. Em seu papel como Ministro do Interior do Governo Federal de Transição (TFG), Aidid fez uma visita pública à Villa em agosto de 2005. Até ao verão de 2006, quando o Conselho Supremo das Cortes Islâmicas (ICU) derrotou a Aliança dos Senhores da Guerra Somalis, a Villa permaneceu como um dos últimos redutos dos senhores da guerra em Mogadíscio, então sob o controle da milícia leal a Hussein Aidid.
A Villa Somalia serviu como sede da União das Cortes Islâmicas durante 2006. Durante a invasão etíope da Somália, o presidente Abdullahi Yusuf Ahmed do Governo Federal de Transição entrou em Mogadíscio pela primeira vez em 8 de janeiro de 2007. O governo posteriormente se mudou para a Villa Somália de sua localização provisória em Baidoa. Logo depois, a embaixada etíope foi instalada no complexo da Villa Somalia.